# Peter Andreas Munch
Peter Andreas Munch (født 15. december 1810 i Christiania, død 25. maj 1863 i Rom) var en norsk
historiker og sprogmand, brodersøn af Johan Storm Munch, farbroder til Edvard Munch.
Han dimitteredes 1828 til universitetet, hvor han valgte retsvidenskab som indledning til det historiske studium og 1834 blev kandidat. Allerede som skolegut havde han lagt sig efter studiet af oldnorsk sprog og litteratur og kunde ved sit komme til universitetet med lethed læse oldnorsk prosa. For øvrigt havde hans sproglige evner allerede på denne tid udviklet sig, og blandt kammeraterne udmærkede han sig ved en næsten fænomenal hukommelse — han kunde flere bøger af Livius og sange af Homer udenad — saavel som ved Talent for Musik, Tegning m. v. Ved universitetet fik han af Rudolf Keyser, der på denne tid blev lektor, privat videregående undervisning i oldsproget — bl.a. Skaldeversene i Heimskringla, samtidig med at han på egen hånd dyrkede historie, sammenlignende sprogvidenskab (herunder angelsachsisk) og studiet af nyere sprog, engelsk,  og portugisisk. 1831 begyndte han sin litterære virksomhed med en kritisk gennemgang af præsten A. Faye’s »Norges Historie«, og som medlem af redaktionen af Studenterforbundets ugeblad »Vidar« leverede han paa samme tid en artikel »Norsk Sprogreformation« som et indlæg i et af dagens brændende spørgsmål. Imidlertid var han som medhjælper bleven knyttet til arbejdet med udgivelsen af Norges gamle love, der var overdraget til lektor Keyser.
I Maj 1835 drog han sammen med sin Hustru og Keyser til Kbhvn, hvor de opholdt sig i to år, optagne med Afskrivning og med andre Forarbejder, hvorefter de begav sig til Lund
og Sthlm. 1837 udnævntes M. til Lektor ved Univ. Hans Forelæsninger i de første 8 år omfattede de europ. Folkeslags Historie i Middelalderen, siden (fra 1842) de nyeste Tiders
Historie efter den fr. Revolution. Først fra 1845 af behandlede han særlig norske Emner, idet han deltog i den Forelæsningsrække, som holdtes ved det norske Univ., for Prinserne Gustaf
og Oscar Fredrik; som Indledning til Fædrelandets Historie foredrog han først Norges fys. Geografi, hvorefter han i en Udsigt over Sagalitteraturen gav et Omrids af Norges Historie i
Middelalderen. M., der 16. Oktbr 1841 var bleven Prof., havde allerede nu gjort Fædrelandets Oldhistorie til Hovedgenstand for sine Studier, hvorunder han inddrog sammenlignende
Sprogvidenskab, Arkæologi og Nordens ældre Geografi. Herfra faldt Overgangen til Fædrelandets Geografi i det hele taget — med tilhørende kartografiske Arbejder — ham let;
disse sidste karakteriserede han selv ogsaa som »et Slags Adspredelse ell. Fritidsarbejde«. Men ved Siden af disse dybtgaaende og omfattende videnskabelige Arbejder, der skulde synes fuldt
ud at kræve sin Mand, var han for sit økonomiske Udkomme henvist til et opslidende Arbejde i Journalistikkens og Døgnlitteraturens Tjeneste. Jævnlig træffes han paa videnskabelige 
Rejser i Ind- og Udland, og disse kom efterhaanden til at indgaa som et vigtigt Led i hans Virksomhed. For at samle Oplysninger til sit Kortværk rejste han om Somrene 1842, 1843
og 1846 i Fjeldene mellem Telemarken, Numedal, Hallingdal, Hardanger og Voss. For at studere Forholdene i de gl. norske Kolonilande gæstede han 1846 Normandie og gjorde
herunder en Afstikker til Paris, 1849 drog han gennem Westfalen og Holland til Skotland, færdedes i fl. Uger paa Orknøerne og Hebriderne, tilbragte 3 Maaneder i Edinburgh og lige saa
mange Uger i London, sysselsat med angelsachsiske Studier, og vendte i Jan. 1850 over Belgien og Danmark tilbage til Hjemmet. Sommeren efter var han i Bergen og Sogn, hvor
han foretog antikvariske Undersøgelser. I de flg. Aar var han stærkt optagen med Udarbejdelsen af de første Dele af sit nedenfor omtalte Hovedværk; 1854 gjorde han med
Stipendium en Rejse til München og Berlin, og næste Aar underkaster han under et længere Ophold i Trondhjem Byens Katedral et indgaaende Studium. Men hans betydningsfuldeste Rejser stod
i Forbindelse med Udarbejdelsen af hans Hovedværk »Det norske Folks Historie«. Efter at M. 1847 havde leveret et Bd i letlæst Form behandlende »Underholdende Tildragelser af
Norges Historie«, modtog han fra fl. Hold Opfordringer til en videregaaende Behandling af Fædrelandets Historie, som han tidligere havde fremstillet i en Rk. Lærebøger. En Subskription
paa »Norges Historie i Fortællinger« med Anders Fryxell og Walter Scott som Forbilleder fandt imidlertid liden Tilslutning og blev ikke fremmet. I St. f. gik han nu i Gang med sit store
Værk, hvis første Hefte udkom i Efteråret 1851 og hurtig efterfulgtes af det ene Bd efter det andet. Da han var naaet ud over Sagatiden, hvor de hjemlige Kilder svigtede, var han
henvist til at søge sit Materiale i Samlinger og Arkiver uden for Landet, og af Stortinget 1857 blev der tilstaaet ham et Stipendium paa.480 Kr. maanedlig i 2 Aar til at anstille saadanne
Arkivundersøgelser. Han arbejdede derefter i Kbhvn og i Wien og kom endelig 1858 til Rom, hvor der aabnedes ham fuldstændig Frihed til at udnytte Arkivets Skatte for sine Studier. Da
det bevilgede Stipendium ikke strakte til, satte Stortinget 1859—60 ham ved en ny, rundhaandet Bevilling i Stand til at forblive der til 1861, da han efter Afslutning af den væsentligste Del
af sit Arbejde kunde drage hjem. Ved Hjemkomsten blev han konstitueret som Rigsarkivar. 1862—63 forbedrede Stortinget i betydelig Grad hans økonom. Stilling og fritog ham for hans
Forelæsningspligter, for at han helt kunne vie sig til sin Forfattervirksomhed. Dels i Hjemmet, dels under Studieophold i Sthlm kunde han nu gaa i Gang med sin Bearbejdelse 
af Unionsperioden, et Arbejde, som han selv karakteriserer som »et Slags Oprydden af et fuldkomment Vildnis«. 1863 rejste han til Rom for at hente hjem sin der efterladte Fam. En
stærk Forkølelse i Forbindelse med Overanstrengelse kastede ham ved hans Komme herhen paa Sygelejet; næppe havde han rejst sig derfra og havde genoptaget sine Arbejder, før
et Hjerneslag udslukkede hans Liv, medens han sad ved Skrivebordet med Pennen i Haanden.  Han blev 27. Maj begraven paa den protestantiske Kirkegaard ved Foden af Cestuspyramiden, 
hvor bl.a. Ferd. Gregorovius tolkede Videnskabens Tab ved M.’s Bortgang. I Juni 1865 afsløredes et Mindesmærke paa hans Grav med en Tale af Henrik Ibsen. Bjørnson skrev
et af sine skønneste Digte til Minde om ham. M. var lige udmærket som Sprogmand og Historiker, begavet med en fabelagtig Hukommelse, en divinatorisk Kombinationsevne og en
næsten utrolig Arbejdskraft. De smaa Forhold, hvorfra han var udgaaet, og hvortil hans Virksomhed var knyttet, satte i mange Henseender Spor i hans Produktion, ikke mindst derigennem, 
at et stedsevarende økonomisk Tryk drev ham til at arbejde over Evne. Til Trods herfor har han paa alle de Omraader, hvor han færdedes, frembragt betydningsfuldt, til Dels
epokegørende ell. banebrydende Arbejde. Navnlig er hans Hovedværk, »Det norske Folks Historie« (8 Bd, 1851—63), der naar til Kalmar-Mødet, et Kildeskrift, der til alle Tider vil være af
umistelig Værd for Nordens hist. Forskning. Det havde i sin Tid ogsaa en uvurderlig Bet. ved den Støtte, det gav den nationale Selvfølelse. Sammen med Keyser forfægtede M. den
saakaldte »norske hist. Skole«’s Synsmaader og Teorier, som gik stærkt imod den herskende danske Opfatning, og selv om de fleste af Teorierne har maattet falde, har de dog haft
epokegørende Bet. ved at rense bort romantisk-skandinaviske Forestillinger og paavise Nordmændenes selvstændige nationale Udvikling. I hele Samtidens Aandsliv stod M.
desuden som et naturligt Centrum og øvede ikke bare ved sine Skr, men ogsaa ved sin Personlighed og sit Eksempel en stærk og mangesidig Indflydelse paa det saakaldte »nationale
Gennembrud«. Ved Siden af dette møder der os en lang Rk. af Skr af hist., geogr., politisk, mytologisk, sprogvidenskabeligt Indhold, Håndbøger i Verdenshistorie og Lærebøger i Norges
og Nordens Historie, et stort Antal Udg. af Sagaer og hist. Kildeskrifter, besørgede dels af ham alene, dels i Forening med R. Keyser og C. R. Unger, en fortrinlig Overs, af Heimskringla 
til Folkelæsning (1859) og en Mængde Afh., spredte i Samtidens Samleværker, Tidsskrifter og Blade. Hans samlede Afh. er i 4 Bd udg. paa offentlig Foranstaltning ved Prof. Dr. G. Storm (1873-77).